# Nick Price
Nicholas Raymond Leige Price (Durban, Sudáfrica, 1957) es un jugador zimbabuense de golf. Fue ganador del British Open en 1994 y del Campeonato de la PGA en 1992 y 1994, en tanto que resultó cuarto en el Abierto de los Estados Unidos de 1992 y 1998, y quinto en el Masters de Augusta en 1986.
Ha logrado 18 victorias en el PGA Tour y cinco en el European Tour y fue número uno del mundo durante 44 semanas, entre 14 de agosto de 1994 y el 17 de junio de 1995.